# Ectropis aethregenes
Ectropis aethregenes är en fjärilsart som beskrevs av Louis Beethoven Prout 1927. Ectropis aethregenes ingår i släktet Ectropis och familjen mätare. Inga underarter finns listade i Catalogue of Life.